# Jeanne Adjoua Peuhmond
 Jeanne Adjoua Peuhmond, est une femme politique de Côte d'Ivoire. Elle est originaire de la ville de Sakassou dans le Centre de la Côte d'Ivoire.
Issue des rangs du Rassemblement des républicains de Côte d'Ivoire (RDR), elle est nommée ministre dans les gouvernements issus des accords de Marcoussis et de Ouagadougou. Elle est ministre de la Femme, de la Famille et des Affaires sociales dans les gouvernements Banny I et II, Soro I et II de 2005 à 2010.

## Biographie
Elle est conseillère spéciale du président Alassane Ouattara chargée du Genre et des Affaires sociales.
En mai 2024, le président Ouattara la nomme deuxième vice-gouverneure du district autonome d'Abidjan,.